# Friesische Freiheit

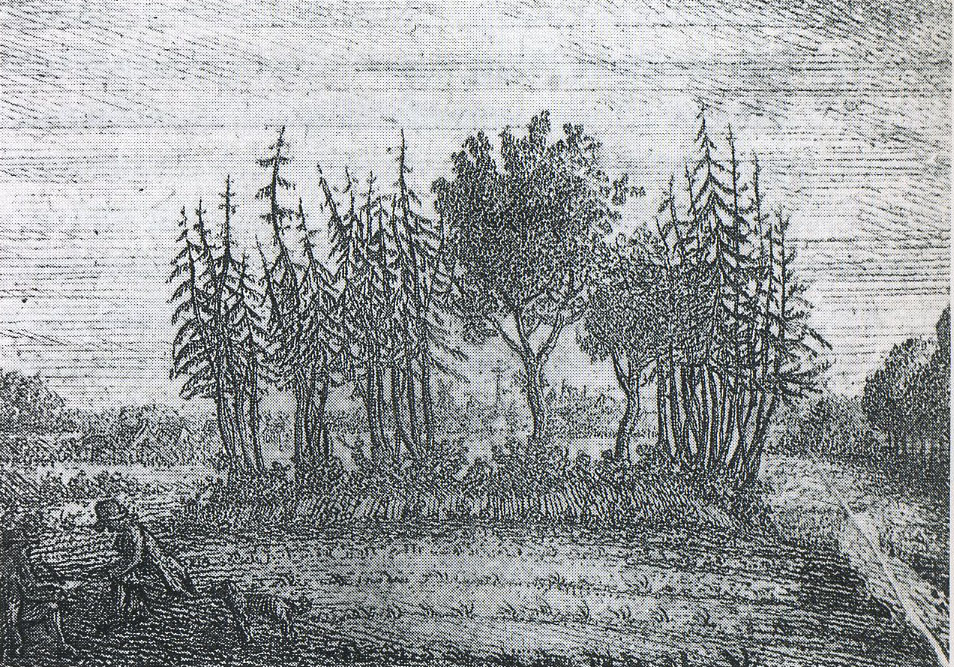
Upstalsboom, älteste bekannte Ansicht von Conrad Bernhard Meyer (1790)

Die Friesische Freiheit (westfriesisch Fryske frijheid, saterfriesisch Fräiske fräiegaid, ostfriesisch Fräisk freihaid) ist ein den Friesen angeblich von Karl dem Großen verliehenes Recht, keinen Herren außer dem Kaiser über sich zu haben. Die friesische Sage berichtet von Friesen, die im 9. Jahrhundert siegreich aus Italien in ihre Heimat zurückkehrten. In Rom hätten sie vollkommen und unerwartet für ihren König Karl die Römer besiegt. Der König sei begeistert gewesen, belohnte und beschenkte seine tapferen friesischen Krieger mit dem höchsten Gut: Freiheit.
Wahrscheinlich war die Ausbildung der Friesischen Freiheit ein langfristiger Prozess. Dabei sorgten ökonomische Gründe dafür, dass sich in Ostfriesland kein Feudalsystem ausprägen konnte. Die daraus resultierende Sozialstruktur führte im 9. und dem 10. Jahrhundert zu einer Ausweitung der bäuerlichen Freiheitsrechte.
Aus den Erfordernissen des Deichbaus und der Verteidigung gegen fremde Mächte wie etwa den Normannen organisierten sich die Friesen im Mittelalter genossenschaftlich in autonomen Landesgemeinden. Während des Hochmittelalters begannen die Friesen, ihre „Freiheit“ aktiv gegen auswärtige Fürsten zu verteidigen. Vertreter der Landesgemeinden trafen sich nahe Aurich auf dem Upstalsboom.

## Definition
Herrschaft und Wehrbau nahmen in Ostfriesland eine grundlegend andere Entwicklung als anderswo in Mitteleuropa. So konnte sich weder ein flächendeckendes Herrschaftssystem etablieren, noch wurden vor dem 15. Jahrhundert die gegenständlichen Attribute von Ritterschaft und Adel akzeptiert. Der Begriff der Freiheit bezog sich deshalb sowohl auf den Wegfall der Heerfolge als auch auf das Fehlen eines Feudalsystems.

## Geschichte
Erstmals taucht die friesische Freiheit in den wohl um 1080 entstandenen Zusammenstellung von Rechten, den sogenannten gemeinfriesischen siebzehn Küren, auf. Auch in den Überküren und den Magnusküren sowie in einem wohl im 13. Jahrhundert entstandenen und gefälschten Karlsprivileg wird sie genannt. Demnach war es für die Friesen im hohen und späten Mittelalter selbstverständlich, als Individuen sowie als Gesellschaft frei und – abgesehen vom König – keinerlei Herrschaft  unterworfen zu sein. Dafür zahlten die Friesen dem König eine huslotha oder koninckhuere und damit eine Abgabe für die Königsfreiheit. Auswärtigen Grafen gewährten sie als Vertretern des Königs nur die Wahrnehmung bestimmter königlicher Grundrechte zu. Darüber hinaus ließen sie aber keine Ausübung eigener Herrschaft zu. Die friesische Freiheit war nicht das Ergebnis einer einmaligen Verleihung, sondern einer allmählichen Entwicklung.

### Ursprung
Nach dem Tode Radbods eroberten die Franken Friesland nach und nach. Karl der Große unterwarf in seinen Sachsenkriegen bis 804 auch den friesischen Siedlungsraum bis zur Weser. Dieser Bereich war in Gaue eingeteilt, deren Grenzen sich an geografischen Gegebenheiten orientierten. Diese Gaue waren genossenschaftlich republikanisch organisiert. Es gab zwar eine Schicht von bäuerlichen Aristokraten, den sogenannten Nobiles, doch war diese so breit, dass keine von ihnen überregionale Bedeutung erlangen konnte. So bildete sich kein friesisches Stammesherzogtum aus. Stattdessen entstand „ein breiter Untertanenverband freier, nicht in das Eigentum eines anderen Herren gehöriger Leute, die im Schutze der Krone lebten und nur ihr und ihren Sachwaltern Dienste, Heerfolge, Abgaben schuldete“.
Nachdem um 800 die skandinavischen Wikinger das unter der Herrschaft der Karolinger stehende Friesland erstmals angegriffen hatten, wurden die Friesen vom Militärdienst auf fremden Territorien freigestellt, um sich auf die Verteidigung gegen die Wikinger konzentrieren zu können. Auch diese Landesverteidigung war bäuerlich organisiert, so dass es keiner Berufskriegerschicht von grundbesitzenden Vasallen bedurfte. Mit dem Sieg in der Schlacht bei Norditi im Jahr 884 wurden die Wikinger aus Ostfriesland endgültig vertrieben. Sie blieben aber stets eine Bedrohung.
Während sich in den folgenden Jahrhunderten in weiten Teilen Europas eine sich immer stärker hierarchisch ausprägende Herrschaft der Feudalherren etablierte, widerstand Friesland dieser Entwicklung und blieb nach außen hin frei. Vertreten wurde diese „Freiheit“ von Redjeven;
aus der Schicht der Großbauern „gewählten“ bzw. ausgewählten Vertretern der autonomen Landesgemeinden. Ursprünglich waren die Redjeven ausschließlich Richter, sog. Asega, die von den Grundherren eingesetzt wurden.
Die Autonomie der Landesgemeinden führte dazu, dass die von den Karolingern eingesetzten auswärtigen Grafen keine vollständige territoriale Landesherrschaft über ganz Friesland erlangen konnten. Sie entsandten zwar Vertreter, die bestimmte Aufgaben zu erledigen hatten; die Friesische Freiheit der grundbesitzenden Bauern und Nobiles erschütterte das aber nicht. Ab dem 11. Jahrhundert entwickelte sich ein friesisches Autonomiebestreben, was im 11. und 12. Jahrhundert mehrfach zu kriegerischen Auseinandersetzungen mit den auswärtigen Grafen führte. Diese konnten ihren Herrschaftsanspruch nicht durchsetzen. In der Folge entstanden noch im 11. Jahrhundert selbstverwaltete friesische Landesgemeinden mit mehr genossenschaftlichen Verfassungsstrukturen.

### Blütezeit

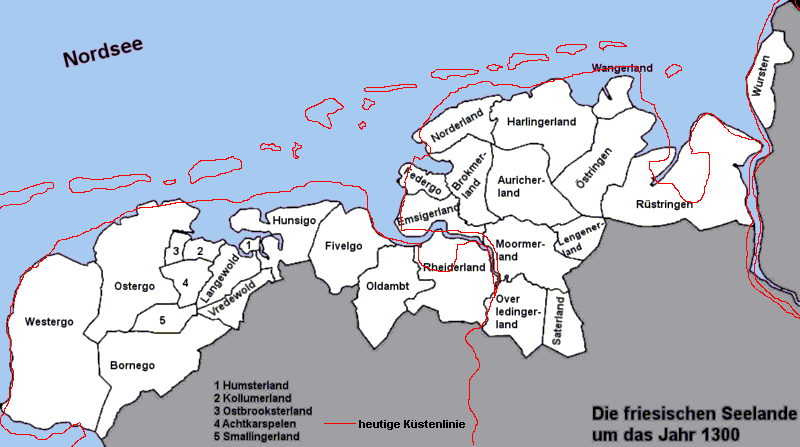
Die Seelande etwa um 1300

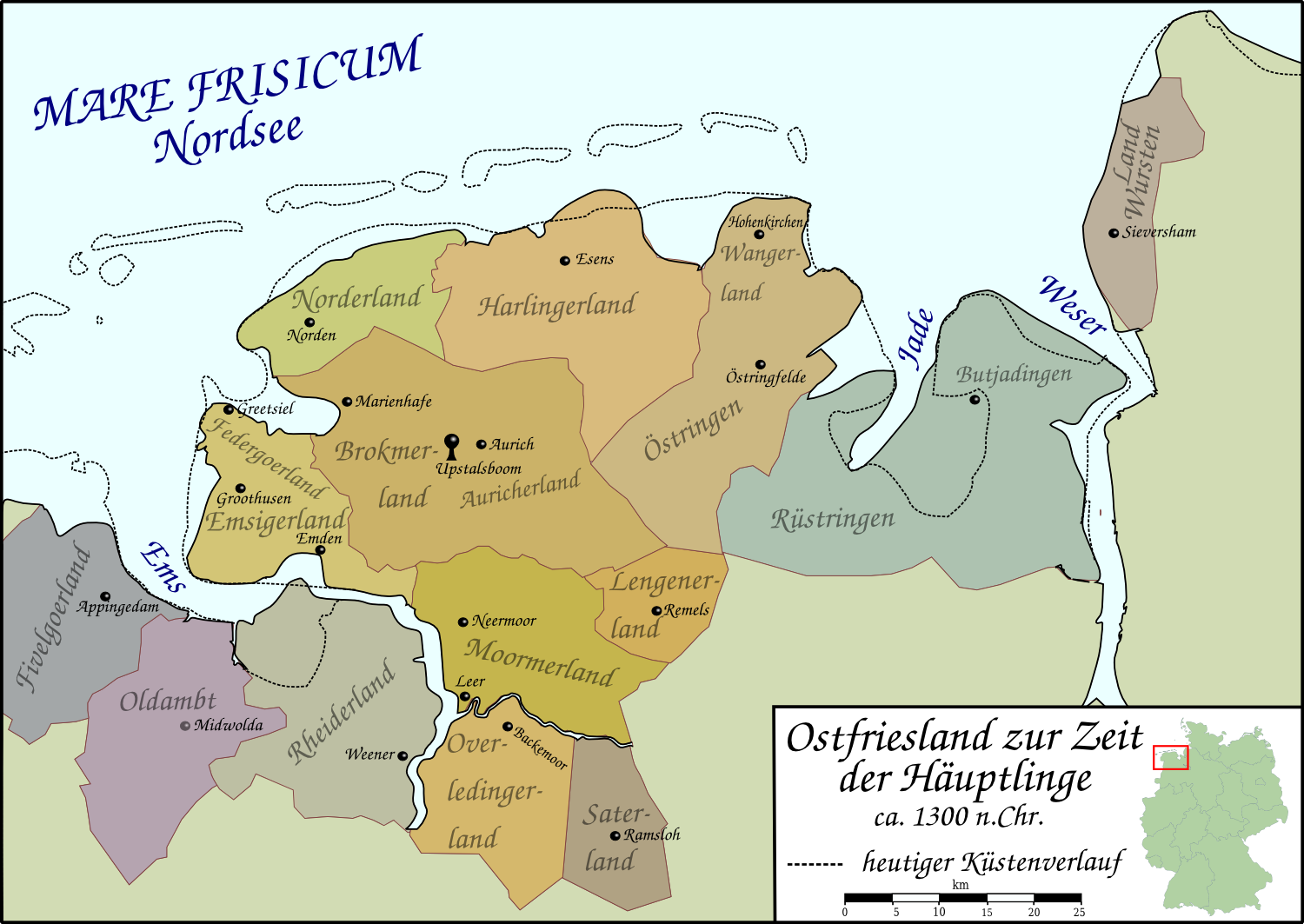
Lage des Upstalsbooms im Herzen Ostfrieslands zur Zeit der Häuptlinge

Zur Blütezeit um das Jahr 1300 umfasste das Reich der „Freien friesischen Länder“ 27 Landesgemeinden vom Nordwesten der Niederlande über Ostfriesland bis ins Land Wursten nördlich von Bremerhaven. Die Landesgemeinden schlossen sich zu den „Sieben Seelanden“ zusammen. Ihre Abgesandten trafen sich zu Pfingsten am Upstalsboom in Rahe bei Aurich, einem Versammlungsort auf einem Hügel. Zwei Vertreter, von jeder Landesgemeinde gewählt, traten dort als „Seeländische Richter“ auf. Von diesen Vertretern wird angenommen, dass sie aus führenden Familien kamen, denn das aktive und passive Wahlrecht war an den Grundbesitz gebunden. Das bedeutet, dass zwar die Entscheidungen von jeweils zwei Abgesandten getragen, die Versammlung am Upstalsboom sich aber aus der Gesamtheit der Begleitung der „Richter“ zusammensetzte. Damit war der Upstalsboom zwar nicht die Versammlungsstätte aller „freien Friesen“, aber zumindest ein Ort der Begegnung einflussreicher Mitglieder der Landesgemeinden.
„Der Stamm ist nach außen frei, keinem anderen Herrn unterworfen. Für die Freiheit gehen sie in den Tod und wählen lieber den Tod, als dass sie sich mit dem Joch der Knechtschaft belasten ließen. Daher haben sie die militärischen Würden abgeschafft und dulden nicht, dass einige unter ihnen sich mit einem militärischen Rang hervorheben. Sie unterstehen jedoch Richtern, die sie jährlich aus der Mitte wählen, die das Staatswesen unter ihnen ordnen und regeln …“. Diese Einschätzung des englischen Franziskaners Bartholomaeus Anglicus stammt aus der Zeit um 1240.
Für die Ausfertigung von Verträgen benötigten die Friesen eine leistungsfähige, schreibende Institution. Diese wird im benachbarten Kloster Ihlow vermutet, in dem die Ergebnisse der Verhandlungen in Verträge gefasst und auch das Siegel aufbewahrt werden konnten. Eine Übernachtungsmöglichkeit könnte das Kloster bei längerer Verhandlungsdauer ebenso geboten haben.
Aus dem „sagenhaften“ Auftrag Karls, der die Friesen nach der Einnahme Roms mit der Freiheit belohnt haben soll und sie zugleich mit Pflichten belegte, spricht genossenschaftliche Praxis. Die Freistellung von der Heeresfolge außerhalb Frieslands wird mit der gemeinsamen Abwehr von Feinden und des Wassers begründet. Als Gemeinschaftsaufgabe forderte sie alle, Männer, Frauen, Kinder, Alte und Kranke. Im gemeinsamen Kampf gegen die drohende See zerflossen immer wieder die Standesunterschiede. Reich und Arm, Herr und Knecht mussten zusammenstehen – jeder hatte bei diesem Kampf gleiche Rechte und Pflichten. Der bekannteste Grundsatz des Deichrechts war: „De nich will dieken, mutt wieken“ („Diejenigen, die den Deich [in der Nähe ihres Landes] nicht pflegen [ausbessern], müssen weichen [d.h. verlieren ihren Grundbesitz]“).

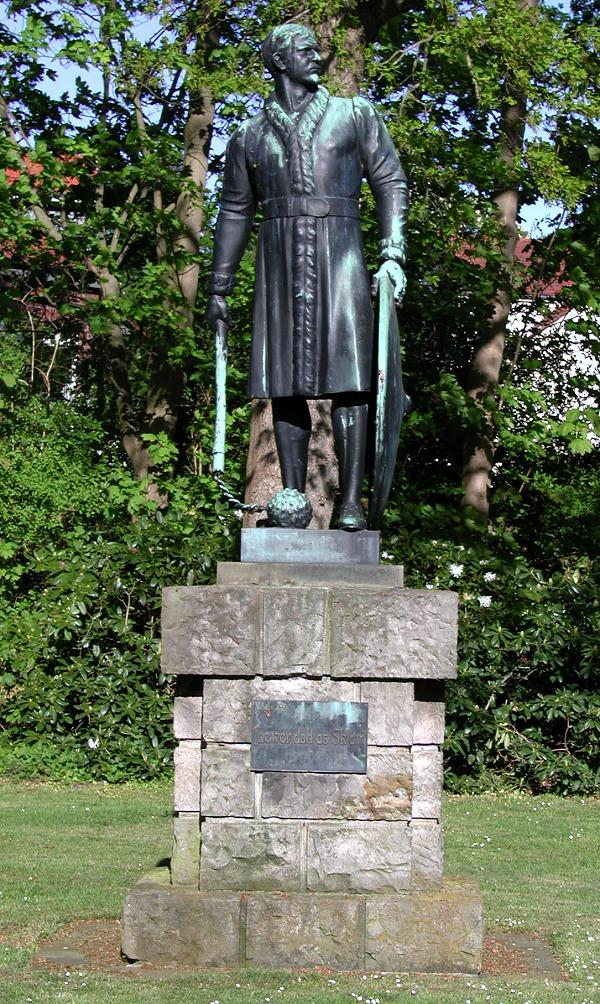
Denkmal des „Hartwarder Friesen“, 1914 in Rodenkirchen (Stadland) zur Erinnerung an den 400. Jahrestag der Schlacht an der Hartwarder Landwehr aufgestellt

### Niedergang
Im Verlauf des 14. Jahrhunderts zerfiel die Redjeven-Verfassung zusehends, und weitere Ereignisse wie etwa der Ausbruch der Pest und große Sturmflutkatastrophen sorgten für weitere Destabilisierung der Verhältnisse. Diese Situation machten sich dann einige einflussreiche Familien zu Nutze und schufen ein Herrschaftssystem, in dem sie als „Häuptlinge“ (hovedlinge) die Macht über mehr oder weniger weite Gebiete an sich rissen. Dabei etablierten sie aber weiterhin kein Feudalsystem, wie es im übrigen Europa zu finden war, sondern eher ein Gefolgschaftssystem, das älteren Herrschaftsformen germanischer Kulturen im Norden ähnelte, indem die Bewohner der jeweiligen Machtbereiche zwar dem Häuptling verschiedentlich verpflichtet waren, im Übrigen aber ihre Freiheit behielten und sich auch anderweitig niederlassen konnten.

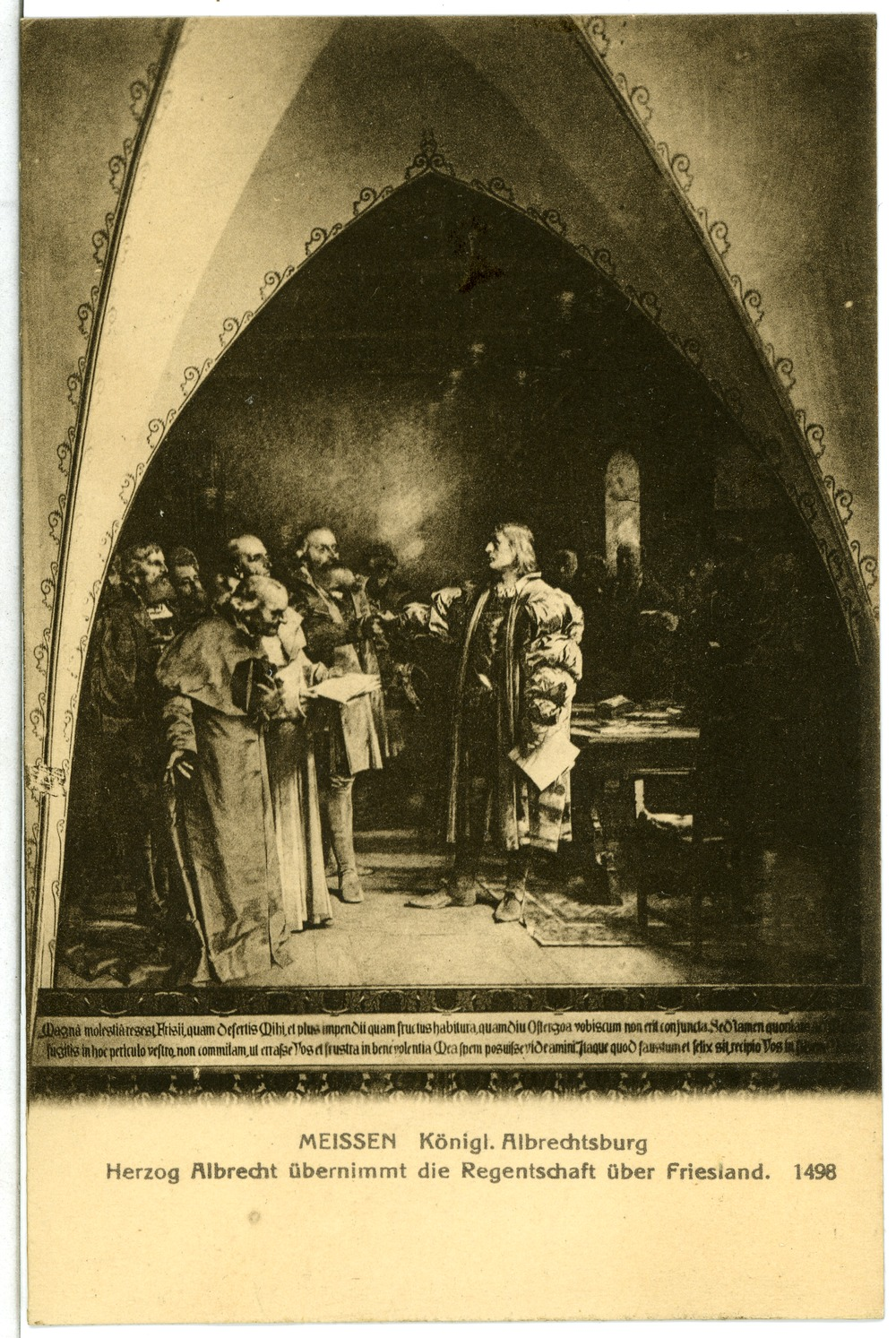
Albrecht übernimmt Friesland (Wandgemälde in der Albrechtsburg in Meißen, 1910)

Indem 1498 der römisch-deutsche König und spätere Kaiser Maximilian I. Herzog Albrecht von Sachsen im Tausch für ein Darlehen von 300.000 Gulden mit den gesamten Frieslanden (inklusive Dithmarschen) belehnte, wurde deutlich, dass dem Gegenmodell zu der im Binnenland südlich der Nordsee üblichen Herrschaftsform ein Ende bereitet werden sollte. Mit der tatsächlichen Eroberung friesischer Gebiete durch Territorialfürsten bzw. deren Umwandlung in Feudalstaaten begann für die Frieslande eine Periode politischer Zersplitterung und Abhängigkeit.
Ostfriesland war von Kaiser Friedrich III. schon 1464 zu einer Grafschaft unter den Cirksenas erhoben worden. Ab 1498 versuchte Herzog Albrecht von Sachsen, die westlich der Ems gelegenen Provinzen Friesland und Groningen zu unterwerfen. Nach der Belagerung der Stadt Groningen 1500 wurde Albrecht krank und wurde nach Emden transportiert, wo er starb. Sein Sohn Georg von Sachsen übernahm bald die Herrschaft, aber diese Provinzen leisteten andauernd Widerstand, woraufhin er sie 1515 Karl von Kastilien (dem späteren Kaiser Karl V., Enkel von Kaiser Maximilian I.) zurückgab (siehe auch Sächsische Fehde). Groningen versuchte, im Kräftefeld zwischen Karl V. und dem Herzog Karl von Geldern seine Freiheit noch zu retten, aber musste 1536 endgültig die Herrschaft des Kaisers anerkennen. In der westlichen Wesermarsch wurde 1514 der Widerstand der Butjadinger und Stadlander Friesen in der Schlacht an der Hartwarder Landwehr durch Graf Johann V. von Oldenburg und die welfischen Herzöge Heinrich den Älteren von Braunschweig, Heinrich den Mittleren von Lüneburg und Erich von Calenberg gebrochen. Im Land Wursten übernahm der Erzbischof von Bremen 1525 die Herrschaft. Spezifisch friesische Gebräuche blieben in den lokalen und regionalen Rechtsordnungen der von Friesen bewohnten Gebiete noch jahrhundertelang bestehen.

## Bewertungen
Gerd Steinwascher, ehemaliger Leiter des Staatsarchivs Oldenburg, bezweifelt, dass das Ende der Friesischen Freiheit in den von den Grafen von Oldenburg eroberten friesischen Gebieten den dort lebenden Friesen nachhaltig geschadet habe. Die Friesische Freiheit sei insofern ein „Mythos“, als „einige wenige reiche Bauernfamilien keinen adligen Herrn über sich dulden mussten – und sich deshalb selbst aufführen konnten wie kleine Adlige. […] Den meisten ging es unter den Oldenburgern nicht schlechter.“